# Losne
Losne is een gemeente in het Franse departement Côte-d'Or (regio Bourgogne-Franche-Comté). De plaats maakt deel uit van het arrondissement Beaune. Losne telde op 1 januari 2022 1.712 inwoners.

## Geografie
De oppervlakte van Losne bedroeg op 1 januari 2022 22,61 vierkante kilometer; de bevolkingsdichtheid was toen 75,7 inwoners per km².
De onderstaande kaart toont de ligging van Losne met de belangrijkste infrastructuur en aangrenzende gemeenten.

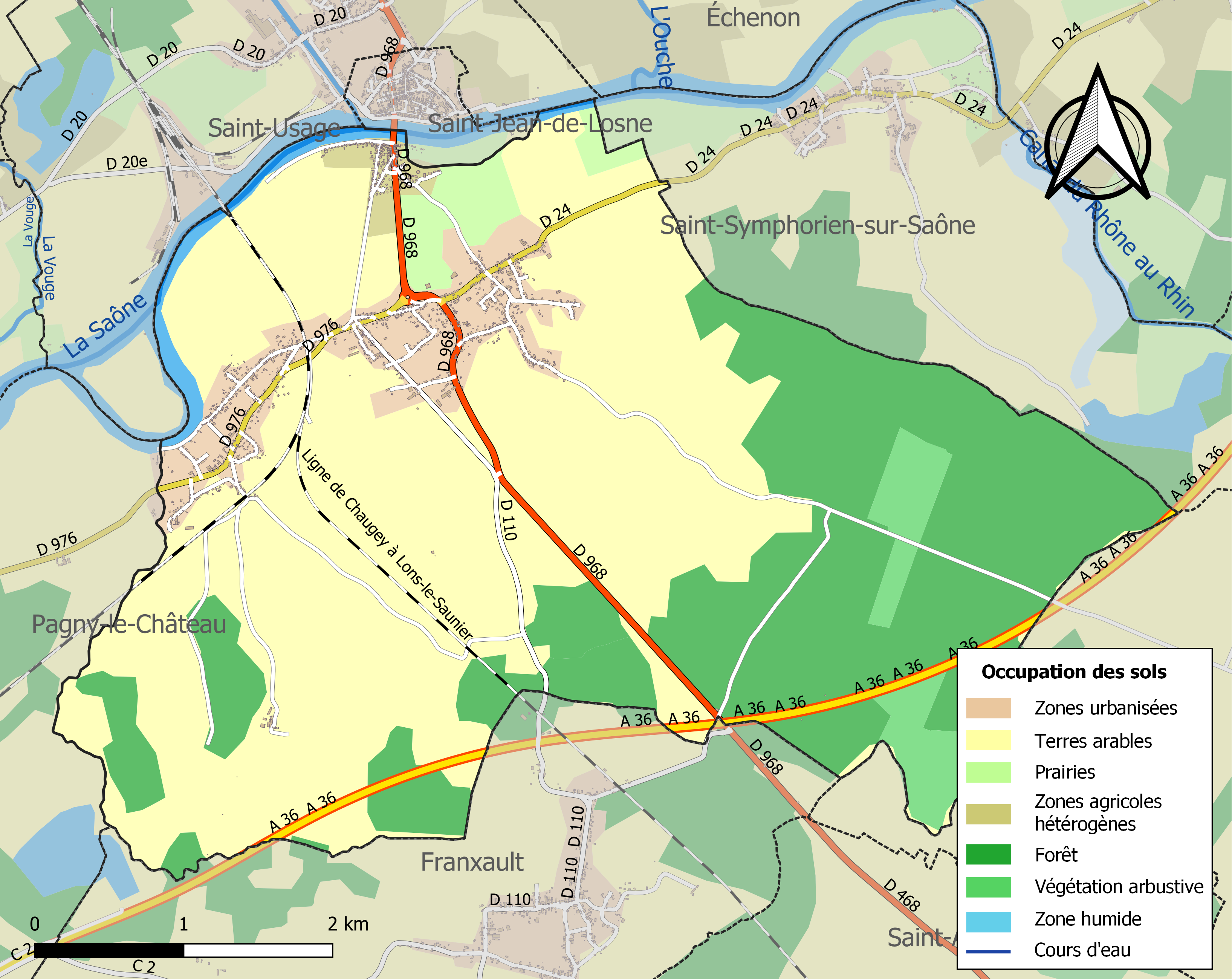

## Demografie
Onderstaande figuur toont het verloop van het inwonertal (bron: INSEE-tellingen).